# Ba Khâm
Ba Khâm là một xã thuộc huyện Ba Tơ, tỉnh Quảng Ngãi, Việt Nam.
Xã Ba Khâm có diện tích 51,5 km², dân số năm 1999 là 1061 người, mật độ dân số đạt 21 người/km².